# Cooper Teare

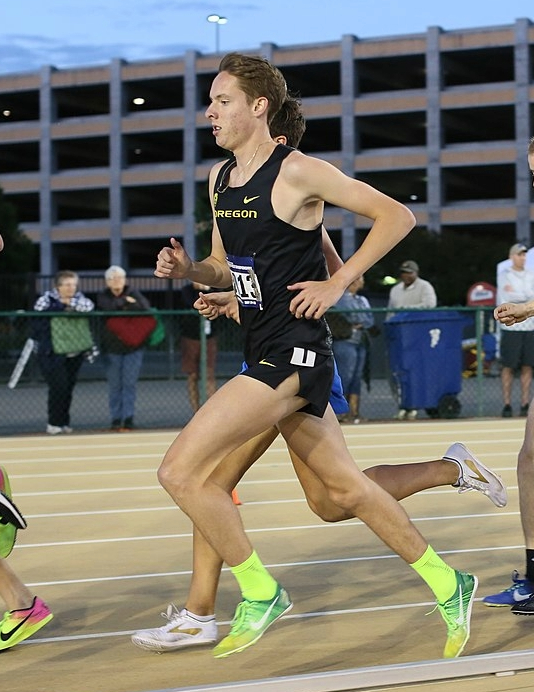
Cooper Teare bei der Vorrunde der NCAA Division I Outdoor Track and Field West 2018

Cooper Teare (* 18. August 1999 in Alameda, Kalifornien) ist ein US-amerikanischer Leichtathlet, der im Mittel- und Langstreckenlauf an den Start geht.

## Sportliche Laufbahn
Cooper Teare wuchs in Kalifornien auf und sammelte 2017 erste Erfahrungen bei internationalen Meisterschaften, als er bei den Panamerikanischen-U20-Meisterschaften in Trujillo in 3:46,46 min die Bronzemedaille im 1500-Meter-Lauf gewann. Im selben Jahr begann er ein Studium an der University of Oregon und im Jahr darauf gelangte er bei den U20-Weltmeisterschaften in Tampere mit 3:46,18 min auf Rang zehn über 1500 Meter und wurde auch im 5000-Meter-Lauf in 14:24,30 min Zehnter. 2021 wurde er NCAA-Collegemeister über 5000 Meter und im Jahr darauf schied er bei den Weltmeisterschaften in Eugene mit 3:41,15 min in der ersten Runde über 1500 Meter aus.
2022 wurde Teare US-amerikanischer Meister im 1500-Meter-Lauf.

## Persönlichkeiten
- 1500 Meter: 3:34,81 min, 6. Mai 2022 in Eugene
- Meile: 3:51,70 min, 28. Mai 2022 in Eugene
  - Meile (Halle): 3:50,17 min, 11. Februar 2022 in Chicago
- 3000 Meter: 8:49,11 min, 19. Februar 2021 in Eugene
  - 3000 Meter (Halle): 7:39,61 min, 29. Januar 2022 in New York City
- 5000 Meter: 13:06,73 min, 19. März 2022 in Stanford